# ダートトラックレース
ダートトラックレース（英: Dirt track racing）は、車両による競技の一形態として、未舗装の周回路（トラック）上で行われるレースである。

## 自動車

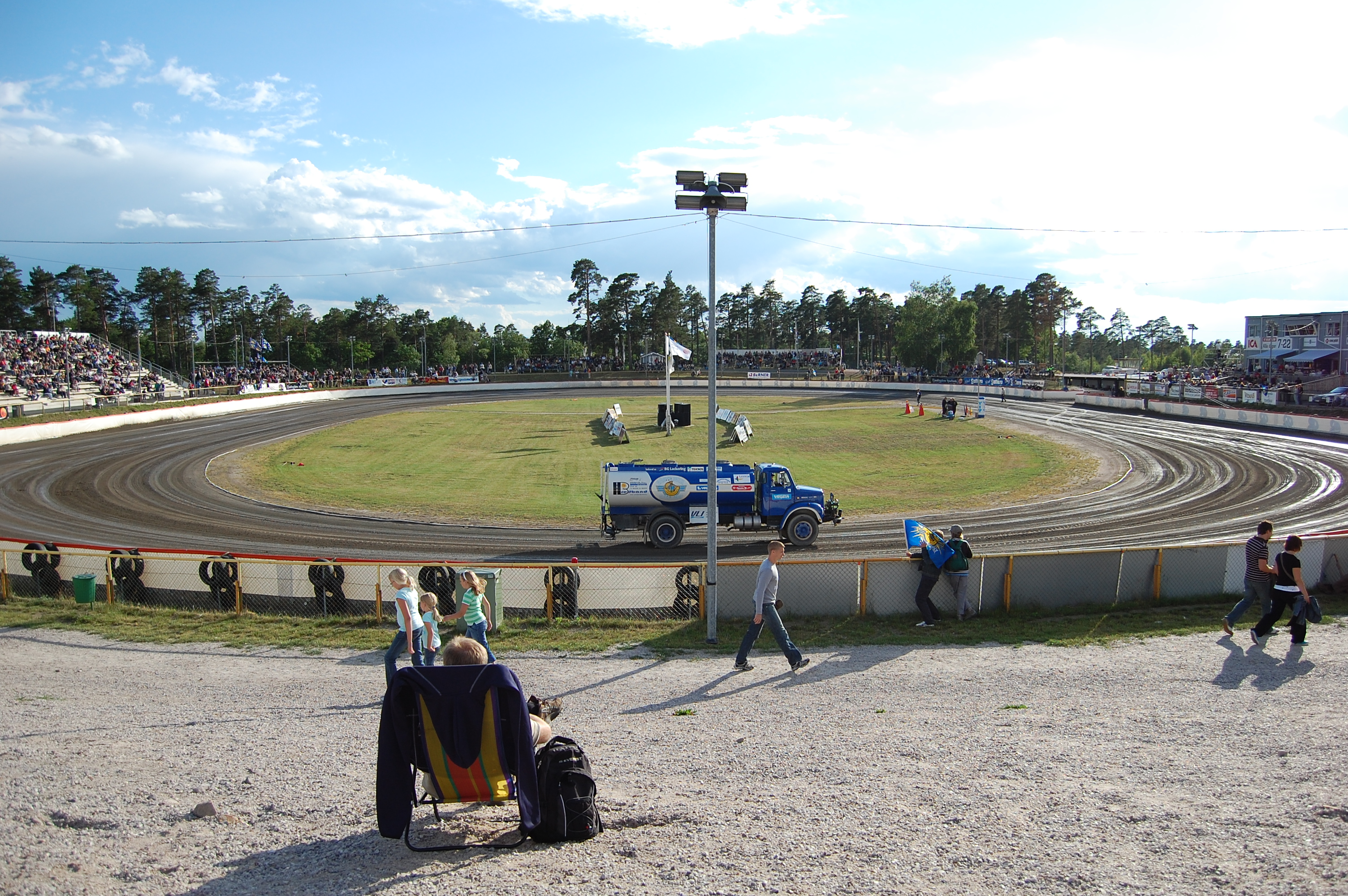
ダートトラックレースに使用されるオーバルトラック

自動車競技におけるダートトラックレースは、平坦なダートのオーバルトラックで行われる。アメリカでは第一次世界大戦以前から行われ、1920年代から1930年代にかけて広く普及した。アメリカ西部や北東部ではオープンホイール車両が主流で、南部ではストックカーが主流となっている。オープンホイール車両は競技専用として作られた車両が用いられる一方、ストックカーは専用として製作されたものの他、公道用の市販車を改造したものもあり、その改造の程度は様々である。
ダートトラックレースはアメリカにおける自動車競技では唯一、最も普及した形式のレースである。アメリカ全土には多数の地方サーキットがあり、その数は 1,500にも及ぶとも言われる。この競技はオーストラリアやカナダでも普及している。また、多くの車両はシーズン中はアスファルト舗装の短距離サーキットでのレースも行っている。

## オートバイ

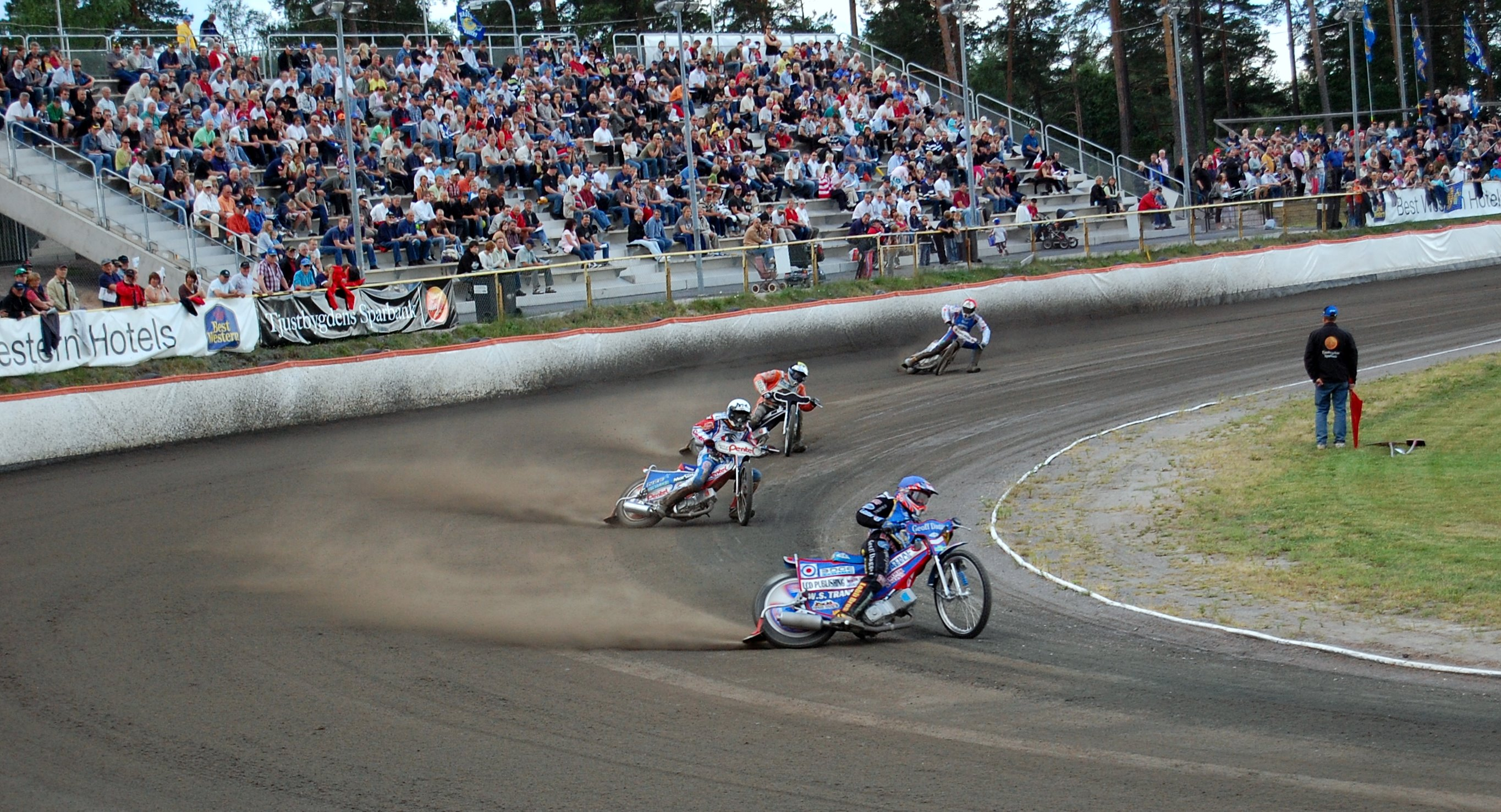
スウェーデンのスモーランド地方、ヴェステルヴィークでのスピードウェイレース

ヨーロッパやアメリカの草レースから発展したオートバイ競技である、トラックレーシング（en:Track racing）の一形態として、土や砂、砂利のコースを走行する競技が開催されている。
トラックは半円と直線2本で形成されるオーバルタイプで、左回り（反時計回り）に周回する。半円のコーナー区間にバンク（傾斜）があるコースとないコースとがある。コースの距離は統一されておらずサーキット場により異なり、スピードウェイやフラットトラックでは屋内にコースを設置することもある。
競技車両はレース形態によって異なり、昔からヤワなどのメーカーが専用の車体が製作しているスピードウェイ向けのものと、もう一つはホンダ・FTやホンダ・FTRなどのフラットトラック向けに開発されたものとに分かれる。さらに現在はレースによってはオフロード車を改造した車両も用いられている。なおフラットトラックにおいてはレース専用のタイヤが製品化されていて、左方向への周回に適したブロックパターンのものが使用される場合もある。原則としてフロントブレーキを装着することが禁止されている。
世界選手権も各形態ごとに開催されており、スピードウェイではスピードウェイ・グランプリやワールドカップなどが、フラットトラックでは国際モーターサイクリズム連盟（FIM）や全米モーターサイクル協会（AMA）などが主催するレースが行われている。
コーナー区間では走行速度を保ちながら旋回するため、後輪を意図的に横滑り（ドリフト）させる走法が常用される。ライダーは鉄製のスリッパーを左足に装着して、左足を地面に擦りながら車体をコントロールする。舗装路で行われるロードレースにおいてもスライドコントロール技術が応用できるため、ダートトラックからの転向者が成功を収めており、ロードレース世界選手権 (WGP) では1980年代以降、ケニー・ロバーツらアメリカのフラットトラック出身ライダーが一時代を築いた。
オートバイでは類似した競技形式で、土や砂利などのいわゆるダートではなく、硬く整地された芝生のコースで行うグラストラックや、雪氷路をコースとしたアイスレースも行われる。
- フラットトラック - 全米で開催、近年では欧州、日本でも行われている。
- スピードウェイ - 世界選手権もあり、主に欧州で開催。
  - ロングトラック
  - グラストラック
  - アイススピードウェイ（アイスレース）

### 日本での歴史
上野では、1903年（明治36年）頃には既にエンジン付自転車によるダートトラックレース形態のことが行われていたともみられている。1910年（明治43年）、東京上野公園で勧業博覧会が開かれた際に、不忍池を周回するダートコース（1周500 - 800m）でオートバイによるレースが行われた。その後も多摩川スピードウェイなどで盛んにレースが行なわれていたが、戦後は舗装路によるレースが定着していったことから次第に衰退した。
初期のオートレースではダートトラックでレースが行われることが大半であり、このため現在使用されている競走車もダートトラックレーサーの構造を受け継いでいる。しかし転倒が多く死傷事故も稀ではなかったことから、1968年（昭和43年）までに全てのオートレース場が舗装路となった。
1997年に開設されたツインリンクもてぎにはダートトラック（フラットトラック）のレースコースが設置され、クラス別に分かれてレースが行われていたが、2012年5月にダートトラックの営業が終了したためレースも終了となった。
2014年9月現在、走行可能なダートトラックのコースはオフロードヴィレッジ（埼玉県川越市）、群馬モーターパーク（群馬県高崎市）、オートパーククワ（長野県上伊那郡中川村。レンタルバイクは予約制）、いなべモータースポーツランド（三重県いなべ市）、テージャスランチ（広島県安芸高田市）である。

### 全日本選手権チャンピオン
| 年     | オープン | 250cc              |
| ------ | -------- | ------------------ |
| 2001年 | 衛藤金治 | 衛藤金治           |
| 2002年 | 谷口久輝 | 衛藤金治           |
| 2003年 | 衛藤金治 | ケビン・アサートン |

## 自転車
自転車競技における類似した競技種目として、屋外の整地したダートにショートトラックを設置して行う、サイクルスピードウェイがある。